# سليمان نجم الخلف
سليمان نجم الخلف (1946-2023) باحث في علم الإنسان وخبير تراثي وثقافي سوري من الرقة، درس الثقافات الإنسانية والتحولات الاجتماعية.

## ولادته وتحصيله
ولد سليمان نجم الخلف 1946م في قرية تل السمن شمالي مدينة الرقة السورية. نشأ في قريته المسماة "الحدباء" أو "الجايف" بعد إنهائه الثانوية العامة عام 1965، غادر سوريا متجهاً إلى بريطانيا، حيث أمضى بعض الوقت في مدينتي كامبريدج ومانشستر لتعلم اللغة الإنجليزية، وكان يطمح لدراسة الطب البشري. إلا أن الظروف قادته إلى مسار آخر. قبل في الجامعة الأمريكية في بيروت، حيث درس علم الاجتماع والأنثروبولوجيا، وحصل على الإجازة بامتياز عام 1972. نال منحة دراسية كمعيد أثناء تحضيره لرسالة الماجستير في الأنثروبولوجيا، أنجز رسالته عام 1975.مع اندلاع الحرب الأهلية اللبنانية، غادر بيروت إلى الولايات المتحدة الأمريكية. في خريف 1977، وصل إلى حرم جامعة كاليفورنيا في لوس أنجلوس (UCLA)، حيث بدأ تحضير شهادة الدكتوراه. حصل على منحة دراسية وعمل بالتدريس لعام واحد، ثم تفرغ لإنجاز رسالته. كانت أطروحة الدكتوراه بعنوان التحولات الاقتصادية والاجتماعية في الريف السوري المعاصر، أكمل رسالته عام 1981.

## عمله ووظائفه
عمل في جامعة الكويت لمدة تسع سنوات (1981-1990). 1990 انتقل إلى جامعة ستوكهولم في السويد كأستاذ زائر لمدة نصف عام، ثم أمضى النصف الثاني من العام في إنجلترا. عمل في جامعة الإمارات العربية المتحدة في مدينة العين، حيث أمضى ثماني سنوات في التدريس والبحث. في هذه الفترة، أصبحت الصحراء امتداداً لهوية البداوة، وقدم بحوثاً عن ظاهرة سباق الهجن وتطورها في سياق مجتمع الإمارات الحديث، محللاً إياها كظاهرة ثقافية واجتماعية وسياسية.انتقل إلى الولايات المتحدة الأمريكية، حيث أتيحت له فرصة لمدة عام كامل (2000-2001) كأكاديمي زائر في جامعة هارفارد الشهيرة في كامبريدج، ماساتشوستس.

## كتبه وآثاره
في سنواته الأخيرة، عاد إلى أبوظبي ليعمل خبيراً في مجال الثقافة والتراث في هيئة أبوظبي للثقافة والتراث. ركز عمله على توثيق وتحليل جوانب التراث المختلفة وتطوير الحياة الثقافية والتراثية في الإمارات، وكان يتأمل في القصص التي تربط التراث البدوي بالحداثة العمرانية في المنطقة. لديه رصيد بحثي وافر، يضم أكثر من عشرين بحثاً علمياً منشوراً، معظمها باللغة الإنجليزية في مجلات علمية مرموقة في بريطانيا وأمريكا والخليج العربي. تركزت اهتماماته البحثية على التحولات الاجتماعية والاقتصادية والثقافية في المجتمعات التي عاش وعمل فيها، خاصة مجتمعات الخليج العربي التي شهدت تطورات مذهلة نتيجة للثورة النفطية. من أبرز موضوعات بحوثه: ظهور دولة الرعاية والرفاه في الخليج، تصورات "الخيرات اللامحدودة" وتأثيرها على العلاقات الاجتماعية، وتحليل ظاهرة سباق الهجن.
- الزعامة القبلية وسياساتها في شمال شرق سورية" (1975)
- التحولات الاقتصادية والاجتماعية في الريف السوري المعاصر" (1981)
- ظهور دولة الرعاية والرفاه في الخليج (الكويت أنموذجاً): تحليل للآثار الاجتماعية والاقتصادية لنموذج "دولة الرفاه" في المجتمعات النفطية.
- تصورات الخيرات اللامحدودة وانعكاساتها على الحياة الاجتماعية: بحث يتناول كيف أثر مفهوم الوفرة الاقتصادية على العلاقات الاجتماعية بين المواطنين أنفسهم، وبين المواطنين والوافدين.
- ظاهرة الرياضات التراثية مثل سباق الهجن: نشر ثلاثة بحوث عن ثقافة الهجن وتطورها في سياق تطور مجتمع الإمارات الحديث، محللاً إياها كظاهرة تتجاوز مجرد السباق لتشمل أبعاداً ثقافية، اجتماعية، وسياسية. هذه الدراسات عمّقت فهم العلاقة بين التراث والحداثة، وكيف تتشكل الهوية في سياق التحولات السريعة.

بحوث ومقالات متنوعة ركزت على منها:
- العولمة وأثرها على الهوية والثقافات: كيف تتشابك الثقافات وتتغير في ظل الانفتاح العالمي.[4][5]
- ثقافة التسامح والتعايش: أثر تجربته الشخصية المتعددة الثقافات في بلورة هذه الفلسفة، وكيف يمكن لمد الجسور بين الشعوب أن يساهم في الارتقاء بالإنسان.
- اقتصاد الحرب: تحليل لتداعيات الصراعات والحروب على المجتمعات، وكيف أنها تحرمها من إمكانيات التنمية الحقيقية.
- الانثروبولوجيا السياسية : دراسة نقدية للاتجاهات والمناهج في الانثروبولوجيا السياسية.[6]

تعد مجموع أعماله مرجعاً مهماً لفهم التحولات الاجتماعية في المنطقة العربية، ومثالاً على كيفية استخدام الأنثروبولوجيا لتسليط الضوء على تعقيدات الحياة البشرية في سياقات مختلفة.

## الحياة الأسرية والوفاة
تزوج في الكويت من سيدة بريطانية كانت تعمل في جامعة الكويت، ورزق بولدين:رمزي: حصل على البكالوريوس في علوم الحاسوب من جامعة كامبريدج بامتياز عام 2007، وكان يحضر الدكتوراه في نفس الجامعة.
سامي: اختار دراسة إدارة أعمال قسم السياحة في جامعة بليموث غرب لندن.
تُوفي  في 21 اذار 2023، في مدينة إكستر بغرب إنجلترا، في جنازته، وقف ابناه بزي فراتي، كما شاء الأب يوم زفاف رمزي، في مشهد يرمز إلى أن الهوية ليست قفصاً بل جسراً.